# Синтетические красители
Синтети́ческие краси́тели — органические соединения, красители, полученные путём органического синтеза и способные сорбироваться на различные материалы, придавая последним устойчивую окраску. Большинство синтетических красителей имеют видимый человеком цвет, однако к синтетическим красителям также относят бесцветные вещества, дающие цвет на материалах только после специальной обработки. В профессиональной литературе и в быту к синтетическим красителям также причисляют и синтетические органические пигменты, и оптические отбеливатели.
В истории химии считается, что возникновение синтетических красителей, а также анилинокрасочной промышленности началось в 1856 году, когда английским химиком Уильямом Перкиным был получен мовеин, хотя некоторые соединения, относящиеся к синтетическим красителям, были получены задолго до этого момента. Связано это с тем, что мовеин, благодаря стараниям Перкина, стал первым синтетическим красителем, выпущенным промышленно в больших масштабах.

## История
Исторически самым старым синтетическим красителем, по всей видимости, является пикриновая кислота, полученная действием азотной кислоты на индиго в 1771 году ирландским химиком Питером Вульфом. Вульф также показал, что это соединение окрашивает шёлк в жёлтый цвет. Получение из индиго оказалось достаточно дорогим, но в 1843 году Огюст Лоран предложил способ получения этого соединения из фенола, что позволило в 1849 освоить промышленный выпуск пикриновой кислоты, как красителя по шёлку.
В 1834 году был получен аурин Фридлибом Рунге, однако его промышленное производство началось лишь в 1861 году. Также в 1855 году Якоб Натансон получил красный краситель, позднее переоткрытый Вергеном в 1859 году и названный последним фуксином.